# Ricardo David Páez
Ricardo David Páez Gómez (Acarigua, 9 de febrero de 1979) es un exfutbolista y entrenador venezolano que actualmente es asistente técnico del FC Cincinnati de la Major League Soccer. Jugaba como delantero y su último equipo fue Mineros de Guayana de la Primera División de Venezuela.

## Plano personal
Ricardo David es hijo del exentrenador de la selección venezolana, Richard Páez. Además, es primero de los también futbolistas Jorge Páez, Ayrton Páez, Gustavo Páez, Octavio Páez y sobrino  del entrenador Raymond Páez.

## Selección nacional
Debutó en la Selección de fútbol de Venezuela en un partido amistoso disputado contra Costa Rica el 10 de agosto de 2000, disputado en el estadio Alejandro Morera Soto de Alajuela con resultado de 5-1 a favor.

### Participaciones en Copa América
| Copa América      | Sede      | Resultado    | PJ | G |
| ----------------- | --------- | ------------ | -- | - |
| Copa América 2001 | Colombia  | Primera fase | 3  | 0 |
| Copa América 2004 | Perú      | Primera fase | 3  | 0 |
| Copa América 2007 | Venezuela | 4º de final  | 3  | 1 |

PJ: partidos jugados; G: goles anotados.

### Estadísticas
| Detalle       | Partidos | Goles |
| ------------- | -------- | ----- |
| Copa América  | 9        | 1     |
| Eliminatorias | 28       | 1     |
| Amistosos     | 27       | 5     |
| Total         | 64       | 7     |

## Clubes

### Como jugador[3]
| Club                      | País                   | Año       |
| ------------------------- | ---------------------- | --------- |
| ULA Mérida                | Venezuela              | 1996      |
| Standard Lieja            | Bélgica                | 1997      |
| Boca Juniors              | Argentina              | 1998      |
| Lanús                     | Argentina              | 1999      |
| Estudiantes de Medicina   | Perú                   | 1999-2000 |
| Deportivo Táchira         | Venezuela              | 2000-2001 |
| Nacional Táchira          | Venezuela              | 2001      |
| Club América              | México                 | 2002      |
| San Luis                  | México                 | 2002      |
| UA Maracaibo              | Venezuela              | 2003      |
| Estudiantes de Mérida     | Venezuela              | 2003      |
| Bani Yas                  | Emiratos Árabes Unidos | 2004      |
| Barcelona SC              | Ecuador                | 2004      |
| América de Cali           | Colombia               | 2005      |
| Deportivo Pereira         | Colombia               | 2005      |
| Politehnica Timişoara     | Rumania                | 2005      |
| Italmaracaibo             | Venezuela              | 2006      |
| Giannia                   | Grecia                 | 2006      |
| Mineros de Guayana        | Venezuela              | 2007      |
| Veria                     | Grecia                 | 2007-2008 |
| Alianza Lima              | Perú                   | 2008      |
| Universidad César Vallejo | Perú                   | 2009      |
| Castellón                 | España                 | 2009-2010 |
| Mineros de Guayana        | Venezuela              | 2010-2014 |

### Como formador
| Club              | País           | Año       |
| ----------------- | -------------- | --------- |
| Montverde Academy | Estados Unidos | 2017-2018 |
| Orlando City SC   | Estados Unidos | 2018-2019 |
| FC Cincinnati     | Estados Unidos | 2019-2021 |

### Como asistente técnico
| Club          | País           | Año           |
| ------------- | -------------- | ------------- |
| FC Cincinnati | Estados Unidos | 2022-presente |

### Como entrenador
| Club         | País           | Año  |
| ------------ | -------------- | ---- |
| Miami United | Estados Unidos | 2016 |

## Estadísticas como entrenador
| Maimi United Estados Unidos | 4ª                  | 2016                | 11 | 9 | 2 | 0 | - | - | - | - | - | - | - | - | 11 | 9 | 2 | 0 | 87.88% |
| Maimi United Estados Unidos | Total               | Total               | 11 | 9 | 2 | 0 | 0 | 0 | 0 | 0 | 0 | 0 | 0 | 0 | 11 | 9 | 2 | 0 | 87.88% |
| Total en su carrera         | Total en su carrera | Total en su carrera | 11 | 9 | 2 | 0 | 0 | 0 | 0 | 0 | 0 | 0 | 0 | 0 | 11 | 9 | 2 | 0 | 87.88% |
| 1. 2.                       |                     |                     |    |   |   |   |   |   |   |   |   |   |   |   |    |   |   |   |        |

## Palmarés

### Campeonatos nacionales
| Título                         | Club              | País      | Año       |
| ------------------------------ | ----------------- | --------- | --------- |
| Torneo Apertura 1998           | Boca Juniors      | Argentina | 1998      |
| Primera División de Venezuela  | Deportivo Táchira | Venezuela | 1999-2000 |
| Primera División 'A' de México | San Luis FC       | México    | 2002      |